# Archives Recherches Cultures Lesbiennes
Los Archives Recherches Cultures Lesbiennes, o Archives Recherches et Cultures Lesbiennes, abreviado ARCL, es una asociación bajo la ley de 1901 y un centro de documentación especializado y archivos LGBT, no mixtos, fundado en 1983. Los organiza la Maison des Femmes de París.

## Historia
En la línea de los Lesbian Herstory Archives creados en Nueva York en 1974 y del archivismo radical iniciado en Estados Unidos, una parte del movimiento lésbico en Francia exige la creación de una memoria lésbica, mediante la recopilación y conservación de archivos lésbicos autónomos, de 1981 a 1982. Este enfoque forma parte del movimiento separatista lésbico.
La militante e historiadora Claudie Lesselier, que recopila archivos del movimiento lésbico desde 1982, fundó la asociación Archives et Recherches Lesbiennes, que luego se llamaría Archives Recherches Cultures Lesbiennes, con un grupo de militantes de movimientos feministas lésbicos, en diciembre de 1983 en París.
El centro de archivos asociado fue creado en 1984. Su objetivo es preservar los documentos de asociaciones, colectivos LGBT y periódicos a nivel internacional, así como transmitir la historia del movimiento feminista y lésbico. Primero lo alojaron en un apartamento privado . La asociación recopila documentos del colectivo Les Feuilles Vives, que comenzó a recopilarlos en los años 1970, y se enriquece con donaciones, a través de una «dinámica de las interacciones militantes».
En 1994, ARCL se trasladó a la Maison des Femmes (Cité Prost), un espacio lésbico y feminista no mixto donde se reúnen varias asociaciones, entre ellas el Movimiento de Información y Expresión Lésbica (MIEL). En 1997-1998, la ARCL se trasladó de nuevo a la Maison des Femmes de Paris, rue de Charenton, en el distrito XII , donde se encuentra todavía hoy. 

## Organización
ARCL opera de manera autogestionada. Desde los años 1990, su presidencia la ejerce Michèle Larrouy. Están gestionadas por un colectivo no mixto de mujeres lesbianas de unas ocho personas voluntarias. La asociación no tiene cargos remunerados, el trabajo de archivo y procesamiento de documentos es voluntario. La financiación de ARCL proviene de una subvención pública del Ayuntamiento de París, así como de las contribuciones de sus participantes. En 2020, el Ayuntamiento de París decidió dividir sus subvenciones entre el Colectivo de Archivos de París, ARCL y la Academia Gay y Lesbiana. Esta decisión ha provocado tensiones entre las tres asociaciones, que hasta ahora trabajaban de forma coordinada.
La colección del ARCL incluye documentos que datan del siglo XIX hasta nuestros días. Se compone de trabajos teóricos sobre cuestiones lésbicas y de género, periódicos, materiales de demostración (fotografías, folletos, carteles, etc.), así como documentos audiovisuales y electrónicos, tesis y disertaciones. Incluye, entre otras cosas, los archivos del Grupo de Salud Lésbica de París. Los periódicos y revistas son especialmente numerosos. Estos apoyos han sido abundantes desde la década de 1970.
El fondo ARCL se nutre principalmente de donaciones privadas, que pueden ser anónimas, sin contractualización sistemática. La colección sigue activa allí.

## Actividades
ARCL pone a disposición del público una mediateca y una biblioteca de préstamo, así como una mediación cultural, principalmente para investigadores, estudiantes y asociaciones. El acceso a los archivos no es mixto y está reservado solo para mujeres.
Desde 1984, ARCL publica el Bulletin des Archives Recherches Cultures Lesbiennes, la revista feminista lesbiana de la asociación. En la edición de junio de 1984 se definen como «un lugar de lucha y resistencia». En 2009 publicaron el libro Mouvements de presse: années 1970 à nos jours, luttes féministes et lesbiennes Movimientos de Prensa :De los años 1970 a la actualidad, las luchas feministas y lesbianas, dirigida por Michèle Larrouy y Martine Laroche, que recorre la historia de la prensa lesbiana y feminista.
Los activistas de ARCL también participan en conferencias universitarias. En 2018, Carole Vidal representó a la ARCL en la conferencia internacional Les féministes et leurs archives “ Las feministas y sus archivos » en la Universidad de Angers, que dio lugar a la publicación de las actas. En 2023, las voluntarias Faustine Besançon y Doris Varichon representaron a la ARCL en la conferencia Trouble dans le patrimoine ? Héritages LGBTQIA+ et narrations queer : quel rôle pour les institutions patrimoniales ? “ Perturbación del patrimonio Legados LGBTQIA+ y narrativas queer ¿Cuál es el papel de las instituciones patrimoniales? ? ».